# شهرستان بورگاس
شهرستان بورگاس (به بلغاری: Burgas Municipality) یک شهرستان در بلغارستان است که در استان بورگاس واقع شده‌است. شهرستان بورگاس ۴۸۸٫۶۱ کیلومتر مربع مساحت و ۲۳۲٬۳۱۱ نفر جمعیت دارد.

## خواهرخوانده
شهرهای الکساندروپولیس، باتومی، گومل، کراسنودار، میشکولتس، روتردام، ساری‌یر، استان مسکو، وولوگدا و یالوا خواهرخوانده‌های شهرستان بورگاس هستند.